# ViViD
ViViD為日本視覺系樂團，成員包含主唱シン、吉他手零乃、吉他手、貝斯手イヴ、鼓手Ko-Ki。2009年3月組成。並解散於2015年4月29日。
於2024年宣布限定復活一年，2025/3/22宣布復活後的第一場演唱會門票迅速售完，並加開3/23第二場，創下佳績，兩日總動員數更超越了樂團過去打響名堂的日本武道館公演之動員人數。

## 成員
- 主唱、作詞作曲：シン（Shin），09月4日出生、長野縣松本市人
- 上手吉他、團長：零乃（レノ），06月4日出生、神奈川縣人
- 下手吉他：（リョウガ），11月22日出生、群馬縣人
- Bass：イヴ（IV），02月16日出生、神奈川縣人
- 鼓手：Ko-ki，05月1日出生、神奈川縣人

## 音樂作品

### 單曲
地下時期
1. Take-off （2009年7月8日）
2. Dear （2009年8月19日）
3. Across the Border （2010年2月17日）
4. PRECIOUS （2010年7月7日）

正式出道
1. 「夢」～ムゲンノカナタ～ （2011年1月19日） 東京電視台動畫「靈異E接觸」片尾曲
2. BLUE （2011年7月13日） 東京電視台動畫「BLEACH」OP.14
3. FAKE （2011年11月9日） 戀愛遊戲「恋と仕事と君のプロデュース」主題曲
4. message （2012年1月11日） Niconico生放送「電波研究社」1月份主題曲、「dwango.jp」廣告歌
5. REAL （2012年5月16日） MBS・TBS系動畫「機動戰士鋼彈AGE」第3部片頭曲
6. ANSWER （2013年4月24日）
7. THEATER （2013年12月18日） 線上商店限定發行
8. 光-HIKARI- （2014年2月5日） 每日放送、TBS系動畫「魔奇少年」第2季主題曲

### 專輯
地下時期
1. THE ViViD COLOR （2009年10月21日） 迷你專輯

正式出道
1. INFINITY （2012年6月27日）
2. THE PENDULUM（ザ・ペンデュラム） （2014年2月26日）

### DVD
1. -インディーズラスト-ViViD ONEMAN LIVE 光彩GENESIS 2010.12.27 Shibuya C.C.Lemon Hall （2011年4月20日）
2. ViViD 2012 TAKE OFF~Birth to the NEW WORLD~ at.日本武道館（2012年4月18日）

### 限定復活一年公演資訊
```
ViViD 2025 SUMMER TOUR 〜hedonist～ 
```

2025年3月23日㈰ 21:00より、ViViD 公式FC、SHIN公式FC、RENO公式FCにてファンクラブ先行受付開始
〈スケジュール〉
2025年8月11日㈪　〈東　京〉/ 恵比寿LIQUIDROOM
2025年8月23日㈯　〈北海道〉/ SPiCE SAPPORO
2025年8月24日㈰　〈北海道〉/ SPiCE SAPPORO
2025年9月7日㈰　〈神奈川〉/ SUPERNOVA KAWASAKI
2025年9月13日㈯　〈福　岡〉/ DRUM LOGOS
2025年9月15日㈪　〈愛　知〉/ NAGOYA ReNY limited
2025年9月28日㈰　〈大　阪〉/ 心斎橋BIGCAT
2025年10月4日㈯　〈兵　庫〉/ 神戸VARIT.
2025年10月5日㈰　〈京　都〉/ KYOTO MUSE
2025年10月11日㈯　〈長　野〉/ NAGANO CLUB JUNK BOX
2025年10月12日㈰　〈宮　城〉/ 仙台Rensa
2025年10月18日㈯　〈千　葉〉/ 柏PALOOZA
2025年10月19日㈰　〈埼　玉〉/ HEAVEN’S ROCKさいたま新都心 VJ-3
```
生誕LIVE & COLORS(FC)限定LIVE
```

2025年9月4日㈭　SHIN生誕LIVE / 下北沢Shangri-La
2025年9月5日㈮　COLORS(FC)限定LIVE / 下北沢Shangri-La
2025年11月22日㈯　RYOGA生誕LIVE / F.A.D YOKOHAMA
2026年2月16日㈪　イヴ生誕LIVE / 恵比寿LIQUIDROOM
```
ViViD CONTINUATION OF THE DREAM
```

2026年3月27日㈮ at 豊洲PIT

## 外部連結
- ViViD Offcial Site
- ViViD シン的X（前Twitter）
- ViViD-Reno - 零乃官方blog
- ViViD-Ryoga - 怜我官方blog
- ViViD-IV - イヴ官方blog
- ViViD-Ko-ki - Ko-ki官方blog